# Maladie du cri du chat
Cet article possède un paronyme, voir Maladie des griffes du chat.
 Mise en garde médicale
La maladie du cri du chat, ou syndrome de Lejeune, est un trouble génétique rare chez l'être humain dû à une délétion d'une partie du chromosome 5. Le nom de cette maladie vient du cri monochromatique aigu qui permet le diagnostic de cette maladie. La plupart des décès prématurés ont lieu durant la petite enfance. Les survivants ont habituellement un profond retard mental. Jérôme Lejeune est le médecin français ayant décrit cette affection en 1963.

## Autres noms
- Syndrome du Cri du chat,
- Monosomie 5p
- Délétion 5p

## Étiologie
- Délétion du bras court du chromosome 5. Cette délétion peut être très petite ou impliquer la totalité du bras court. La caractéristique du cri du chat est en rapport avec la délétion du gène TERT, codant la sous-unité transcriptase inverse du complexe de la télomérase, situé sur le locus p15.2.
- Il semble exister une certaine corrélation entre l'importance de la délétion et l'expression clinique de la maladie.

## Mise en évidence expérimentale
Pour comprendre l'origine de la maladie du cri du chat, les chercheurs ont supprimé une portion de chromosome de cellules germinales de souris, pour reproduire l'anomalie observée chez l'humain.
Après leur naissance, ils ont constaté que ces souris ne fabriquaient plus de delta-caténine : ils ont donc appelé ce morceau de chromosome le gène delta-caténine ; il porte l'information génétique permettant la fabrication de la delta-caténine.
Une étude de 2014, met de son côté en avant le rôle de mutations touchant la bêta-caténine avec un syndrome proche chez l'humain et la souris affectant les capacités cognitives et autres traits (morphologie, caractéristiques craniofaciales...).

## Incidence et prévalence
Cette délétion est une des délétions chromosomiques les plus fréquentes. L'incidence est de 1 sur 20 000 à 1 sur 50 000 naissances. Toutes les populations sont atteintes de façon égale.
La prévalence chez les personnes avec un quotient intellectuel inférieur à 50 serait de 1 sur 350 et inférieur à 20 serait de 1 pour 100[réf. souhaitée].

## Description
- Le pleur du nourrisson est très caractéristique, permettant souvent d'évoquer le diagnostic. Ce cri, souvent comparé à un chaton miaulant, est dû à une hypoplasie du larynx. L'aspect caractéristique du cri tend à s'atténuer avec l'âge (vers 3 ans).
- Le poids à la naissance est légèrement inférieur à la moyenne.
- La microcéphalie est prononcée.
- L'hypotonie à la naissance va peu à peu être remplacée par une hypertonie.
- Le faciès des nourrissons comporte :
  - Face ronde
  - Epicanthus
  - Oreilles bas implantées
  - Racine du nez large
  - Rétrognathisme avec micrognathie
  - Fente palpébrale antimongoloïde

## Diagnostic
Le caryotype standard permet dans la majorité des cas la mise en évidence de la délétion, les microdélétions seront mises en évidence par une hybridation in situ par fluorescence (FISH).
Les tests les plus récents de dépistage prénatal non invasif (DPNI) réalisés par un simple prélèvement de sang maternel pour les femmes enceintes visent à isoler l'ADN fœtal et à identifier des anomalies chromosomique et notamment les risques de maladie du cri du chat.

## Mode de transmission
- 90 % des délétions sont des délétions de novo.
- Le reste est en rapport avec une ségrégation, une translocation ou une inversion péricentrique.

## Conseil génétique
- Le risque de récurrence en cas de délétion de novo est inconnu.
- En cas de remaniement chromosomique, le risque de transmission est de 50 %. Un diagnostic anténatal est possible.
- Une étude des caryotypes des frères et sœurs du proposant est demandée à ceux qui ont recours au conseil génétique.